# Acaulimalva dryadifolia
Acaulimalva dryadifolia är en malvaväxtart som först beskrevs av Hermann Maximilian Carl Ludwig Friedrich zu Solms-Laubach, och fick sitt nu gällande namn av Knapovickas. Acaulimalva dryadifolia ingår i släktet Acaulimalva och familjen malvaväxter. Inga underarter finns listade i Catalogue of Life.